# Pertics Villő
Pertics Villő (1998. október 31. –) magyar színésznő.

## Életpályája
1998-ban született. Gyerekként a Földessy Margit Stúdióban tanult. 2017-2022 között a Kaposvári Egyetem színész szakán tanult, Bozsik Yvette és Bakos-Kiss Gábor osztályában. 2022-től a szolnoki Szigligeti Színház tagja.

## Színházi szerepei

### Szigligeti Színház
- New York-i komédia (2023) ...Juliet
- Koldusopera (2023) ...Bessy
- Őszi szonáta (2022) ...Eva
- Ágacska (2022) ...Ágacska
- Déryné ifjasszony (2021) ...Szentpétery Zsuzsika
- Black Comedy (2021) ...Carol Melkett
- Zsuzsi kisasszony (2021) ...Zsuzsi, postáskisasszony, primadonna-jelölt
- Kucskeresők (2021) ...Katinka
- Régimódi történet (2020) ...Jablonczay Lenke, Rickl Mária unokája
- Bakaruhában (2020) ...Vilma, cseléd Bodrogiéknál

## Filmes és televíziós szerepei
- Barátok közt (2014–2015) ...Berényi Zita
- Képzeletbeli Barátok Klubja (2018) ...Zsófi
- Második kör (2020) ...Várakozó